# Enckes komet
Enckes komet, officiell beteckning 2P/Encke, är en periodisk komet, uppkallad efter Johann Franz Encke. Han var astronomen som ägnat mycken möda åt att kalkylera kometens bana och upptäckaren Pierre François André Méchain fick för ovanlighets skull stå tillbaka vid namngivningen. Som dess officiella beteckning anger var Enckes komet den andra kometen, efter Halleys komet, som identifierades som periodisk. Den har en ovanligt kort omloppstid på endast 3,30 år. Andra kometer med liknande omloppsbanor kallas att de är av Encke-typ.
Det misslyckade CONTOUR-uppdraget kom till för att studera denna komet och  Schwassmann-Wachmann 3. 

## Meteorskurar

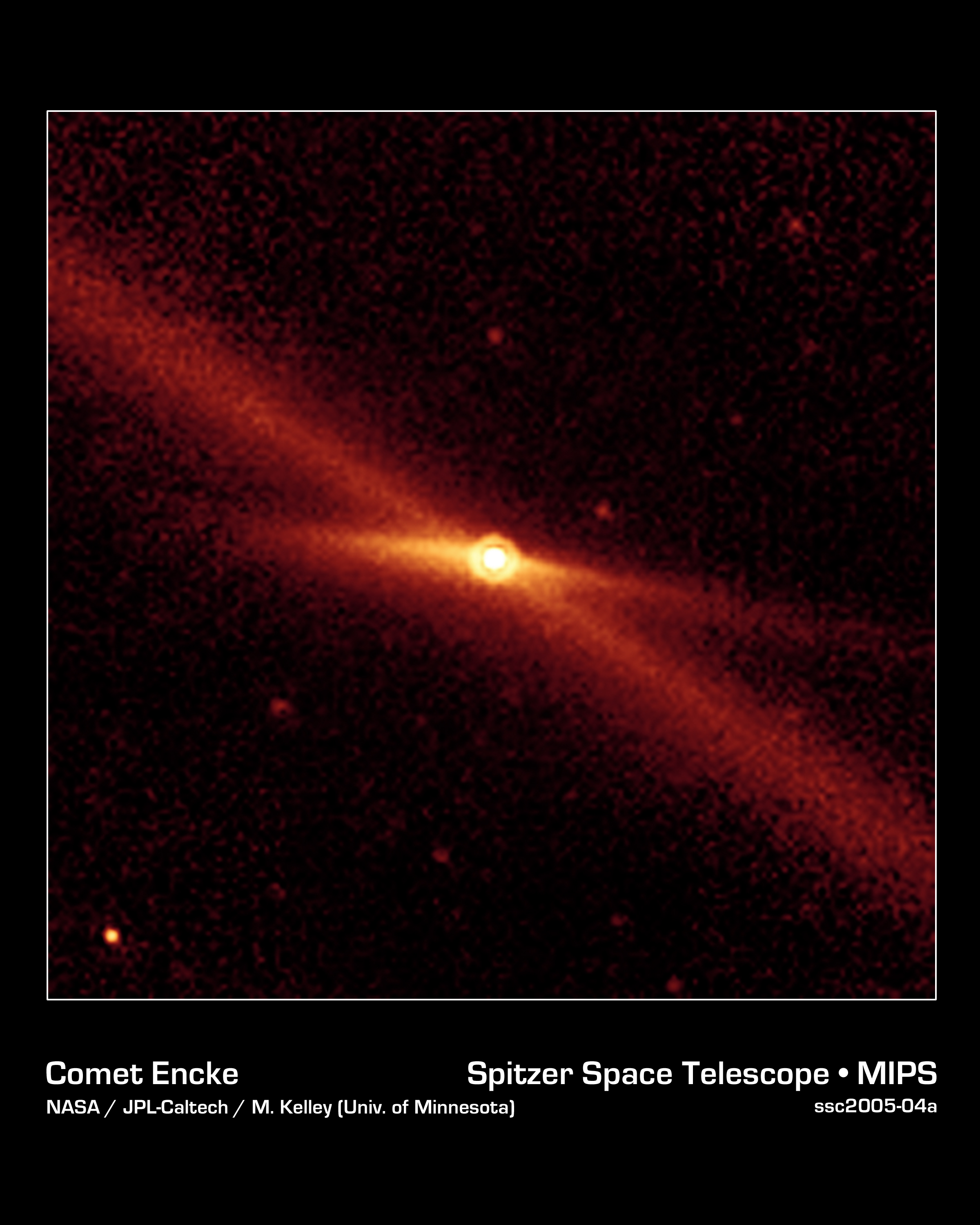
En bild med Spitzerteleskopet av Encke och dess spillror i infrarött ljus. (NASA/JPL-Caltech/University of Minnesota)

Kometen Encke är liksom andra kortperiodiska kometer förbundna med återkommande meteorregn, som inträffar när jorden passerar genom dess bana. Encke anses vara upphovet till flera samhörande meteorregn - Tauriderna, vilka uppträder som norra och  södra Tauriderna runt november och som Betatauriderna sent i juni och början av juli. Eftersom meteorresterna av kometen är ojämnt fördelade över banan kan skurarnas intensitet variera avsevärt över åren.

## Mytologi
Det har spekulerats att en ursprungligen större komet som brutits sönder, och som nuvarande Encke skulle varit del av, kan ha varit ansvarig för bronsålderns kollaps i den Bördiga halvmånen. En stor (obekräftad) meteorkrater i Irak, identifierad som Umm al Biinni sjön , anses tyda på detta.
Andra pekar på att ursprungsmotivet till swastikan liksom antika grekiska föreställningar om det hundrahövdade odjuret Tyfon också har satts i samband med kometen Encke. Bland andra astronomen Peter Nilson anser sig även ha identifierat flera katastrofala händelser runt midsommar som är tiden för betatauriderna. Bland dessa återfinns Tunguska-händelsen 1908 och en möjlig uppkomst av månkratern Giordano Bruno 1178.